# دهستان فتویه
دهستان فتویه نام دهستانی در بخش مرکزی شهرستان بستک، استان هرمزگان در ایران است. براساس سرشماری مرکز آمار ایران در سال ۱۳۸۵، جمعیت آن ۷۴۸۶ نفر (۱۵۰۴ خانوار) بوده‌است.